# Coupe du Guatemala de football
La coupe du Guatemala de football est une compétition sous l'égide de la Fédération du Guatemala de football.

## Palmarès

### Copa Centroamericana
- 1904 : Olympic - Guatemala
- 1905 - 1906 : Olympic - Guatemala

### Copa Manuel Estrada Cabrera
- 1911¹ : Gay 2-1 Ohio
- 1911² : Michigan 2-0 Gay/Ohio
- 1913 : Guatemala 3-1 Gay
- 1914 : Guatemala 6-0 Gay
- 1916 : Ohio 4-0 Cartago/Gay

### Copa del Ayuntamiento
- 1917 : Allies 3-1 Andino

### Copa de Guatemala
- 1944 : Hospicio 3-1 Hércules
- 1951 - 1952: Comunicaciones
- 1955: Comunicaciones
- 1956 - 1957 : IRCA
- 1958 - 1959 : Aurora
- 1960 : Deportivo Municipal
- 1967 : Deportivo Municipal (Copa Presidencial)
- 1972 - 1973 : Xelaju MC
- 1983 : Comunicaciones (Copa Verano)
- 1984 - 1985 : Juventud Retalteca (Copa Verano)
- 1985 à 1991 : non disputée
- 1991 - 1992 : Comunicaciones 2-0 Juventud Retalteca (Copa Aviateca)
- 1992 - 1993 : Aurora
- 1993 - 1994 : Suchitepéquez 2-1 Mictlán
- 1994 - 1995 : Deportivo Municipal 3-0 Suchitepéquez (Copa Gallo)
- 1995 - 1996 : Deportivo Municipal 1-0 1-1 Xelaju MC (Copa Gallo)
- 1996 - 1997 : Amatitlán 1-1 4-3 Municipal
- 1997 - 1998 : Suchitepéquez 3-1 Cobán Imperial (Copa AC Delco)
- 1998 - 1999 : Deportivo Municipal - Aurora (Copa Aqua)
- 2002 : CD Jalapa 5-2 Cobán Imperial
- 2003 : Deportivo Municipal 2-1 1-0 Cobán Imperial
- 2003 - 2004 : Deportivo Municipal 1-0 4-2 CD Jalapa
- 2005 : CD Jalapa 3-0 0-2 Xelaju MC
- 2006 : CD Jalapa 1-1 1-0 Deportivo Municipal
- 2009 : Comunicaciones 1-1 1-0 Zacapa

[*] d'autres sources donnent une finale Suchitepéquez 2-1 Escuintla 
Note : dans beaucoup d'autres saisons une coupe fut décernée à un moment particulier du championnat

### Campeón de Campeones (Supercoupe)
- 1952 : Deportivo Municipal 2-1 Comunicaciones
- 1955 : Comunicaciones 2-0 Deportivo Municipal
- 1957 : Comunicaciones 1-0 IRCA
- 1959 : Comunicaciones 2-1 Aurora
- 1960 : Comunicaciones 3-1 Deportivo Municipal
- 1967 : Deportivo Municipal 3-0 Aurora
- 1977 : Deportivo Municipal 2-1 Xelaju MC
- 1983 : Comunicaciones par défaut (doublé coupe-championnat)
- 1985 : Comunicaciones 3-1 Juventud Retalteca
- 1991 : Comunicaciones par défaut (doublé coupe-championnat)
- 1994¹ : Deportivo Municipal 3-0 Suchitepéquez
- 1994² : Comunicaciones 1-0 0-1 Deportivo Municipal (5-4 tirs au but)
- 1996 : Deportivo Municipal 2-1 0-0 Xelajú
- 1997¹ : Comunicaciones 3-3 Deportivo Municipal (7-6 tirs au but)
- 1997² : Comunicaciones 2-2 6-0 Suchitepéquez

Note : Les finales ci-dessus sont toutes les finales remportées par Deportivo Municipal ou Comunicaciones, beaucoup sont manquantes.